# Pedrógão Grande
Pour la freguesia, voir Pedrógão Grande (freguesia).
Pedrógão Grande est une municipalité du district de Leiria, de la sous-région de Leiria, région Centre (ancienne province de Beira Litoral) au Portugal.
La municipalité compte 3 915 habitants en 2011. Elle a perdu la moitié de sa population depuis les années 1960.
En 2019, un tiers des habitants ont plus de 65 ans et touchent une retraite de moins de 300 euros par mois, témoigne M. Valdemar Alves, maire PS de la commune. « Planter quelques eucalyptus sur sa petite parcelle, c’est s’assurer un revenu non négligeable pour survivre ». Par ailleurs, le village a vu sa population diminuer de moitié au cours des cinquante dernières années. 

## Personnalité
- Gabriel de Magalhães (1610-1677), prêtre jésuite, missionnaire en Chine est né à Pedrógão Grande.